# José Francisco Rodríguez Vázquez
José Francisco Rodríguez Vázquez (Madrid, España; 17 de julio de 1958) es un médico, investigador y catedrático de Anatomía y Embriología Humanas de la Facultad de Medicina de la Universidad Complutense de Madrid, además de académico de la Real Academia Nacional de Medicina desde abril de 2008.

## Biografía profesional
Licenciado y Doctor en Medicina y Cirugía por la Universidad de Granada, es también Licenciado y Doctor en Odontología por la Universidad Complutense de Madrid. 
Sus investigaciones se han centrado en el campo de la embriología humana, especialmente en el desarrollo craneofacial, donde sobresalen sus aportaciones sobre el desarrollo de los huesecillos del oído medio y de los cartílagos de los dos primeros arcos faríngeos (cartílagos de  Meckel y de Reichert). Descubre que el cartílago del segundo arco faríngeo (de Reichert) no se organiza como una estructura continua como se creía, estableciendo las bases embriológicas para explicar las variaciones del aparato hioideo y del síndrome de Eagle. Ha aportado las pruebas morfológicas durante el desarrollo humano de que el hueso yunque del oído medio es el homólogo del cuadrado según las teorías de Reichert (1837) y Gaupp (1913). En este misma área ha estudiado las relaciones entre el oído medio y la articulación temporomandibular,  realizando la sistematización del ligamento discomaleolar así como de su determinante contribución durante el desarrollo en el cierre del oído medio en los humanos, hasta ahora desconocido, y relacionado con uno de los tema centrales de la biología evolutiva de los mamíferos. Es autor de más de doscientos artículos en el campo de la anatomía del desarrollo. 
Desarrolla su actividad investigadora con una intensa dedicación docente que se inició como alumno interno por oposición de anatomía en el año 1977 en la Cátedra de Anatomía de la Facultad de Medicina de la Universidad de Granada, donde permaneció dos años como profesor ayudante de clases prácticas hasta su traslado a Madrid donde fue profesor titular de universidad (1985) y alcanzar por oposición la plaza de catedrático de universidad (2000) del Departamento Anatomía Humana de la Facultad de Medicina de la Universidad Complutense de Madrid, de la que fue director y  donde ejercieron  su magisterio entre  otros los catedráticos Federico Olóriz Aguilera(1883-1912), Julian de la Villa (1923-1951); y también Francisco Orts Llorca (1954-1975) y Juan Jiménez Collado (1977-2002), de los que es un continuador  de la enseñanza en profundidad de la anatomía como la ciencia de la biología que estudia las formas cambiantes durante su ciclo vital .
En 2018 es incluido en el prestigioso sitio Embryology History, lugar de referencia mundial de la Embriología.
En 2020 el doctor Rodríguez Vázquez, junto a su equipo, da la primera descripción anatómica de la articulación que denomina incudopetrosa. Además de las articulaciones conocidas de los huesecillos del oído medio: articulación incudomaleolar, articulación incudoestapedial y timpanoestapedial, Rodríguez Vázquez, describe la articulación incudopetrosa, entre la rama corta del yunque y la porción petrosa del hueso temporal (Rodríguez-Vázquez, José Francisco et al. “The incudopetrosal joint of the human middle ear: a transient morphology in fetuses.” Journal of anatomy vol. 237,1 (2020): 176-187. https://doi.org/10.1111/joa.13181)
Además, el doctor Rodríguez Vázquez ha sido citado en la 41 edición del Gray´s Anatomy.

## Publicaciones científicas
Algunas de sus publicaciones científicas son las siguientes
- Rodríguez Vázquez, J. F.; Yamamoto, Masahito; Abe, Shinichi; Katori, Yukio (2018). «Development of the Human Incus With Special Reference to the Detachment From the Chondrocranium to be Transferred into the Middle Ear». The Anatomical Record. PMID 29669196. doi:10.1002/ar.23832.
- Rodríguez-Vázquez, J. F.; Mérida-Velasco, J. R.; Mérida-Velasco, J. A.; Jiménez-Collado, J. (1998). «Anatomical considerations on the discomalleolar ligament». Journal of Anatomy. 192 ( Pt 4): 617-621. ISSN 0021-8782. PMC 1467815. PMID 9723988. doi:10.1046/j.1469-7580.1998.19240617.x.
- Rodríguez Vázquez, J. F.; Merída Velasco, J. R.; Jiménez Collado, J. (1993). «Relationships between the temporomandibular joint and the middle ear in human fetuses». Journal of Dental Research 72 (1): 62-66. ISSN 0022-0345. PMID 8418109. doi:10.1177/00220345930720010901.
- Rodríguez-Vázquez, José Francisco; Murakami, Gen; Verdugo-López, Samuel; Abe, Shin-ichi; Fujimiya, Mineko (2011). «Closure of the middle ear with special reference to the development of the tegmen tympani of the temporal bone». Journal of Anatomy 218 (6): 690-698. ISSN 1469-7580. PMC 3125903. PMID 21477146. doi:10.1111/j.1469-7580.2011.01378.x.
- Rodríguez-Vázquez, J. F.; Mérida-Velasco, J. R.; Verdugo-López, S.; Sánchez-Montesinos, I.; Mérida-Velasco, J. A. (febrero de 2006). «Morphogenesis of the second pharyngeal arch cartilage (Reichert's cartilage) in human embryos». Journal of Anatomy 208 (2): 179-189. ISSN 0021-8782. PMC 2100189. PMID 16441562. doi:10.1111/j.1469-7580.2006.00524.x.
- Rodríguez-Vázquez, José Francisco; Verdugo-López, Samuel; Abe, Hiroshi; Murakami, Gen (agosto de 2015). «The Origin of the Variations of the Hyoid Apparatus in Human». Anatomical Record (Hoboken, N.J.: 2007) 298 (8): 1395-1407. ISSN 1932-8494. PMID 25926274. doi:10.1002/ar.23166.
- Rodríguez-Vázquez, J. F. (agosto de 2005). «Development of the stapes and associated structures in human embryos». Journal of Anatomy 207 (2): 165-173. ISSN 0021-8782. PMC 1571512. PMID 16050903. doi:10.1111/j.1469-7580.2005.00441.x.
- Rodríguez-Vázquez, J. F. (2009). «Development of the stapedius muscle and pyramidal eminence in humans». Journal of Anatomy (en inglés) 215 (3): 292-299. ISSN 1469-7580. PMC 2750762. PMID 19531086. doi:10.1111/j.1469-7580.2009.01105.x.
- Hwang SE, Kim JH, Bae SI, Rodríguez-Vázquez JF, Murakami G & Cho BH. (2014). Mesoesophagus and other fascial structures of the abdominal and lower thoracic esophagus: a histological study using human embryos and fetuses. Anat Cell Biol , 47, 227-35. PMID: 25548720 DOI.
- Abe S, Ishizawa A, Nasu H, Nakao T, Umezawa T, Abe H, Rodriguez-Vazquez JF & Murakami G. (2014). Human fetal topographical anatomy of the femoral triangle in relation with change in the hip joint position. Okajimas Folia Anat Jpn , 91, 5-12. PMID: 25274403
- Abe S, Aoki M, Nakao T, Kasahara M, Rodriguez-Vazquez JF, Murakami G & Cho BH. (2014). Variation of the subscapularis tendon at the fetal glenohumeral joint. Okajimas Folia Anat Jpn , 90, 89-95. PMID: 24815107
- Abe S, Yamamoto M, Noguchi T, Yoshimoto T, Kinoshita H, Matsunaga S, Murakami G & Rodríguez-Vázquez JF. (2014). Fetal development of the minor lung segment. Anat Cell Biol , 47, 12-7. PMID: 24693478 DOI.
- Hayashi S, Kim JH, Rodriguez-Vazquez JF, Murakami G, Fukuzawa Y, Asamoto K & Nakano T. (2013). Influence of developing ligaments on the muscles in contact with them: a study of the annular ligament of the radius and the sacrospinous ligament in mid-term human fetuses. Anat Cell Biol , 46, 149-56. PMID: 23869262 DOI.
- Abe S, Fukuda M, Yamane S, Saka H, Katori Y, Rodríguez-Vázquez JF & Murakami G. (2013). Fetal anatomy of the upper pharyngeal muscles with special reference to the nerve supply: is it an enteric plexus or simply an intramuscular nerve?. Anat Cell Biol , 46, 141-8. PMID: 23869261 DOI.
- Ishizawa A, Hayashi S, Nasu H, Abe H, Rodríguez-Vázquez JF & Murakami G. (2013). An artery accompanying the sciatic nerve (arteria comitans nervi ischiadici) and the position of the hip joint: a comparative histological study using chick, mouse, and human foetal specimens. Folia Morphol. (Warsz) , 72, 41-50. PMID: 23749710
- Yang JD, Hwang HP, Kim JH, Murakami G, Rodríguez-Vázquez JF & Cho BH. (2013). Reappraisal of the ligament of Henle (ligamentum inguinale internum mediale; Henle, 1871): a topohistological study using Korean foetuses. Folia Morphol. (Warsz) , 72, 147-54. PMID: 23740503
- Hosaka F, Rodríguez-Vázquez JF, Abe H, Murakami G, Fujimiya M & Ohguro H. (2013). Qualitative changes in fetal trabecular meshwork fibers at the human iridocorneal angle. Anat Cell Biol , 46, 49-56. PMID: 23560236 DOI.
- Kinoshita H, Umezawa T, Omine Y, Kasahara M, Rodríguez-Vázquez JF, Murakami G & Abe S. (2013). Distribution of elastic fibers in the head and neck: a histological study using late-stage human fetuses. Anat Cell Biol , 46, 39-48. PMID: 23560235 DOI.
- Kinugasa Y, Arakawa T, Abe H, Rodríguez-Vázquez JF, Murakami G & Sugihara K. (2013). Female longitudinal anal muscles or conjoint longitudinal coats extend into the subcutaneous tissue along the vaginal vestibule: a histological study using human fetuses. Yonsei Med. J. , 54, 778-84. PMID: 23549829 DOI.
- Rodríguez-Vázquez JF, Verdugo-López S, Garrido JM, Murakami G & Kim JH. (2013). Morphogenesis of the manubrium of sternum in human embryos: a new concept. Anat Rec (Hoboken) , 296, 279-89. PMID: 23165944 DOI.
- Katori Y, Rodríguez-Vázquez JF, Verdugo-López S, Murakami G, Kawase T & Kobayashi T. (2012). Initial stage of fetal development of the pharyngotympanic tube cartilage with special reference to muscle attachments to the tube. Anat Cell Biol , 45, 185-92. PMID: 23094207 DOI.
- Yang JD, Hwang HP, Kim JH, Rodríguez-Vázquez JF, Abe S, Murakami G & Cho BH. (2012). Development of the rectus abdominis and its sheath in the human fetus. Yonsei Med. J. , 53, 1028-35. PMID: 22869489 DOI.
- Masumoto H, Takenaka A, Rodríguez-Vázquez JF, Murakami G & Matsubara A. (2012). Reappraisal of intergender differences in the urethral striated sphincter explains why a completely circular arrangement is difficult in females: a histological study using human fetuses. Anat Cell Biol , 45, 79-85. PMID: 22822461 DOI.
- Katori Y, Yamamoto M, Asakawa S, Maki H, Rodríguez-Vázquez JF, Murakami G & Abe S. (2012). Fetal developmental change in topographical relationship between the human lateral pterygoid muscle and buccal nerve. J. Anat. , 220, 384-95. PMID: 22352373 DOI.
- Rodríguez-Vázquez JF, Kim JH, Verdugo-López S, Murakami G, Cho KH, Asakawa S & Abe S. (2011). Human fetal hyoid body origin revisited. J. Anat. , 219, 143-9. PMID: 21599659 DOI.
- Kim JH,Rodríguez-Vázquez JF, Verdugo-López S, Cho KH, Murakami G & Cho BH. (2011). Early fetal development of the human cochlea. Anat Rec (Hoboken) , 294, 996-1002. PMID: 21538929 DOI.
- Yamamoto M, Abe S, Rodríguez-Vázquez JF, Fujimiya M, Murakami G & Ide Y. (2011). Immunohistochemical distribution of desmin in the human fetal heart. J. Anat. , 219, 253-8. PMID: 21496015DOI.
- Rodríguez-Vázquez JF, Murakami G, Verdugo-López S, Abe S & Fujimiya M. (2011). Closure of the middle ear with special reference to the development of the tegmen tympani of the temporal bone. J. Anat. , 218, 690-8. PMID: 21477146 DOI.
- Hayashi S, Fukuzawa Y, Rodríguez-Vázquez JF, Cho BH, Verdugo-López S, Murakami G & Nakano T. (2011). Pleuroperitoneal canal closure and the fetal adrenal gland. Anat Rec (Hoboken) , 294, 633-44. PMID: 21370493 DOI.
- Rodríguez-Vázquez JF, Mérida-Velasco JR & Verdugo-López S. (2010). Development of the stapedius muscle and unilateral agenesia of the tendon of the stapedius muscle in a human fetus. Anat Rec (Hoboken) , 293, 25-31. PMID: 19899117 DOI.  Rodríguez-Vázquez JF. (2009). Development of the stapedius muscle and pyramidal eminence in humans. J. Anat. , 215, 292-9. PMID: 19531086 DOI.
- Rodríguez-Vázquez JF, Mérida-Velasco JR, Verdugo-López S, Sánchez-Montesinos I & Mérida-Velasco JA. (2006). Morphogenesis of the second pharyngeal arch cartilage (Reichert's cartilage) in human embryos. J. Anat. , 208, 179-89. PMID: 16441562 DOI.
- Rodríguez-Vázquez JF. (2005). Development of the stapes and associated structures in human embryos. J. Anat. , 207, 165-73. PMID: 16050903 DOI.
- Rodríguez-Vázquez JF, Mérida-Velasco JR, Mérida-Velasco JA & Jiménez-Collado J. (1998). Anatomical considerations on the discomalleolar ligament. J. Anat. , 192 ( Pt 4), 617-21. PMID: 9723988
- Rodríguez-Vázquez JF, Mérida-Velasco JR, Mérida-Velasco JA, Sánchez-Montesinos I, Espín-Ferra J & Jiménez-Collado J. (1997). Development of Meckel's cartilage in the symphyseal region in man. Anat. Rec. , 249, 249-54. PMID: 9335471